# وشنام حیدر صالح زهی
وشنام حیدر صالح زهی، روستایی در دهستان کمبل سلیمان بخش مرکزی شهرستان چابهار در استان سیستان و بلوچستان ایران است.

## جمعیت
بر پایه سرشماری عمومی نفوس و مسکن در سال ۱۳۹۵، جمعیت این روستا برابر با ۶۰ نفر (۱۷ خانوار) بوده‌است.